# Aldar HQ
Aldar HQ (англ. Aldar headquarters building) — небоскрёб в столице ОАЭ Абу-Даби, расположен на побережье района Аль-Раха. Служит штаб-квартирой строительной фирмы Aldar Properties. Проект здания признан «Лучшим футуристическим дизайном» на конференции BEX в Валенсии в 2008 году. Является первым в мире небоскрёбом круглой формы.

## Описание
По замыслу архитекторов образ здания, находящегося на берегу моря, должен был гармонировать с окружающей средой, в итоге в основу проекта лёг образ морской ракушки. Небоскрёб состоит из двух частей, выгнутых наружу. При этом для создания эффекта выпуклости не было применено ни одного стеклянного элемента изогнутой формы. Выпуклая поверхность достигнута за счёт совмещения /\-образных секций определённым способом. Для нахождения точек соприкосновения с землёй использован принцип золотого сечения, что придаёт высокую устойчивость сооружению.

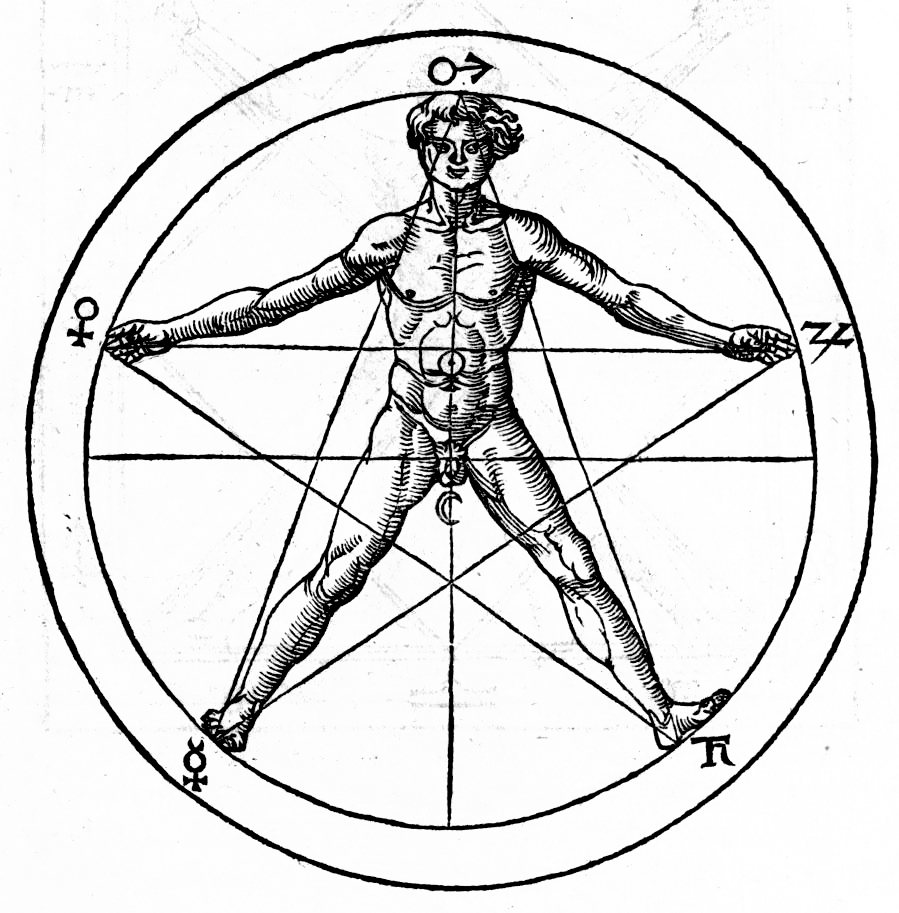
Изображение человеческого тела Корнелия Агриппы. Точки опоры здания рассчитаны по правилу золотого сечения и соответствуют точкам соприкосновения линии окружности с нижними углами вписанной в неё пентаграммы

При возведении возникали такие сложности, как воздействие грунтовых вод (небоскрёб возведён на искусственном участке суши), а также высокие ветровые нагрузки из-за большой поверхностной площади здания.
Особое внимание было уделено использованию экологичных и энергосберегающих технологий. При строительстве использовались материалы из вторичного сырья, а экономия электроэнергии осуществляется за счёт эффективного использования естественного освещения. По стандартам энергоэффективности LEED небоскрёб удостоен серебряного сертификата (2 место). Здание оборудовано такими новшествами, как система искусственного водоснабжения и подземная вакуумная система для автоматического сбора мусора.
В строительстве применена технология диагональной сетки. В центре здания имеются две бетонные опоры, во внешнем каркасе использованы лишь стальные конструкции.

## Прочее
Фигурирует в сериале «Суперсооружения» телеканала National Geographic.